# Acacia kalkora
Acacia kalkora é uma espécie de leguminosa do gênero Acacia, pertencente à família Fabaceae.